# Строчков, Владимир Яковлевич
Владимир Яковлевич Строчков (3 апреля 1946, Москва — 10 декабря 2023) — русский поэт.

## Биография и творчество
Владимир Строчков родился в Москве 3 апреля 1946 года. В 1969 окончил Московский институт стали и сплавов. 2 года служил офицером в армии — командир взвода средних танков парадного полка Кантемировской дивизии. Работал в области полупроводниковых технологий и чёрной металлургии, с начала 90-х — в издательском бизнесе, с 2006 года — фрилансер (компьютерная вёрстка, графика, дизайн). Увлекался фотографией и коллажем.
Писал стихи практически всю сознательную жизнь. В конце 1980-х — один из лидеров московского клуба «Поэзия». Публикации в самиздате в 1986-87, в официальных изданиях с 1989.
Песни на его стихи:
- Александр Левин (в альбомах «Французский кролик», 1997; «Заводной зверинец», 1998; «О птицах и рыбах», 2006. Все песни Левина на стихи Строчкова собраны в альбоме «Одинокий пловец», 2016);
- Евгения Логвинова (альбом «Эта странная жизнь», 2000);
- Денис Бережной (альбом «Комфорт интеллигента», 2009);
- Дмитрий Козлов (цикл «Дыхание любви»);
- Елена Накарёнок.

Стихи переводились на английский, немецкий, французский, итальянский, испанский и венгерский языки, иврит.
Умер 10 декабря 2023 года. Прах захоронен на Востряковском кладбище.

## Книги
- Глаголы несовершенного времени. Избранные стихотворения 1981—1992 годов (М.:, 1994)
- The Deeepth of Speeeeeeeech (Rome: American Academy, 2000)
- Александр Левин, Владимир Строчков. Перекличка: Стихи и тексты (М.:, 2003)
- Наречия и обстоятельства. 1993—2004 (М.:, 2006)
- Пушкин пашет. — Таганрог: «НЮАНС», 2010.
- Буколики плюс. — Таганрог: «НЮАНС», 2010.
- Zeitgeist. — Таганрог: «НЮАНС», 2012.
- Предела нет. — Таганрог: «НЮАНС», 2012
- Времени больше нет. — М.:, 2018.

## Публикации[2]
- В антологиях: «Антология По», «Из не забывших меня. Иосифу Бродскому. In memoriam», «Лучшие стихи 2011 года», «Лучшие стихи 2012 года», «Московский счёт. 2003—2011», «Русские стихи 1950—2000 годов», «НАШКРЫМ» (США), «Самиздат века», «Современная литература народов России», «Антология русской поэзии (1970—2020)» /в переводах на иврит/ (Израиль), «Anthologie de la poésie russe contemporaine 1989—2009» (Франция), «Crossing Centuries. The New Generation in Russian Poetry» (США), «Revolution der Sterne. Russische Dichtung der Gegenwort» (ФРГ), «Türspalt an der Kette: russische Lyrik des „Arion“-Kreises» (ФРГ), «70» (США).
- В сборниках: «Время „Ч“: Стихи о Чечне и не только», «Героям былого и грядущего. 1945—2010», «Глагол», «Молодая поэзия 89», «Поэты в поддержку Г. Явлинского», «Под знаком Мнемозины 2», «Под знаком Морфея 1», «Под знаком Морфея 2», «Под знаком Эрота 2», «Под знаком Эрота 3», «Подробности словесности», «Рим совпал с представленьем о Риме…», «White raven feathers» (США).
- В журналах: «Арион», «Бобок», «Воздух», «Вопросы литературы», «Воум», «Время и место», «Гостиная» (США), «Дружба народов», «Знамя», «Интерпоэзия» (США), «Ковчег», «Кольцо А», «Новое литературное обозрение», «Новый берег» (Дания), «Новый журнал» (США), «Новый мир», «Ностальгия», «Постскриптум», «Химия и жизнь», «Шо» (Украина), «Юность», «Alforja» (Мексика), «Közép Európai Idő» (Венгрия), «Kreschatik» (Украина), «Magazine», «Mega» /«Фантакрим-МЕГА»/ (Белоруссия), «Poesia e poeti» (Италия), «Prosõdia».
- В альманахах: «Абзац», «Авторник», «Завтра», «Индекс», «Книги России», «Лабиринт-Эксцентр», «Лира», «Майские чтения», «Новый Гильгамеш» (Украина), «Орфей», «Паровозъ», «Стрелец», «Улов», «Черновик», «Эпсилон-салон».
- В серии «Вечера в Музее Сидура».

## Признание
- Лауреат премии журнала «Юность» («20-я комната») за 1991 г.
- Лауреат премии журнала «Арион» за 1994 г.
- Победитель сетевого литературного конкурса ТЕНЕТА’98 (www.teneta.ru) в номинации «Сборники стихотворений и поэмы».
- Победитель сетевого литературного конкурса УЛОВ 1999 и 2000 года (html://iday.stars.ru/contests/ulov/works.html) в номинации «Поэзия».
- Стипендиат Фонда памяти И. Бродского (Joseph Brodsky Memorial Foundation), США — Италия — Россия, 2000 г.
- Стипендиат Лигурийского центра искусств и гуманитарных наук, Фонд Больяско (Bogliasco Fondazione, Centro Studi Ligure per le Arti e le Lettere), США — Италия, 2001 г.
- Лауреат премии «Читательский выбор-2005» журнала «Арион».
- Шорт-листер премии имени Андрея Белого, 2006 г.
- Лауреат специальной премии за лучшую книгу стихов года «Московский счет — 2006», 2007 г.
- Дипломант премии за лучшую книгу стихов года «Московский счет — 2018», 2019 г.
- Лауреат премии международного журнала поэзии «Интерпоэзия» (США) за 2019 год, 2020 г.